# Antoni Roux
Antoni Roux ou Antony Roux ou encore Anthony Roux, né le 17 avril 1833 à Marseille et mort le 24 octobre 1913 dans le 8e arrondissement de Paris, est un banquier et collectionneur d'art français.

## Biographie
Théophile Amédée Antonin Roux est le fils de Joseph Hilarion Roux, négociant-banquier (Banque Roux de Fraissinet et Cie), régent de la Banque de Marseille, et d'Elisabeth Rose Albanély.
Riche rentier marseillais du XIXe siècle, actionnaire des mines de Pañarroya, partageant son existence entre ses domiciles à Marseille, Monte-Carlo et Paris,. 
Grand amateur de Rodin, de Ziem et de Moreau, il avait l'habitude de se rendre directement à l'atelier des artistes pour faire ses acquisitions. Il est le premier à acheter des bronzes à Rodin. Il est connu pour avoir fait illustrer à l'aquarelle les Fables de La Fontaine par les plus célèbres artistes de son temps. Cette commande faite en 1879 a réuni des artistes comme Clairin, Gabriel Ferrier, Harpignies, Heilbuth, Eugène Lami, Aimé Morot, Giuseppe de Nittis, Giuseppe Palazzi, Raffaelli, Philippe Rousseau, Félix Ziem, Jules-Élie Delaunay et Gustave Moreau. Après une première exposition en 1881 montrant les aquarelles réalisées, ce dernier se voit confier à lui seul la suite des illustrations.
Francis Warrain et Alfred Baillehache-Lamotte, tous deux collectionneurs d'art, sont ses neveux.